# Army Club
Army Club — бывшая британская марка сигарет, принадлежавшая компании Cavanders Ltd, базировавшейся в Лондоне.

## История
- Бренд был основан корпорацией Cavanders Ltd в 1775 году. Но популярным брендом Army Club стал в 1910-х годах, особенно его популярность возросла в годы Первой Мировой войны .
- Бренд прекратил своё существование в 1961 году, так как был куплен компанией Godfrey Philips. Позже компания была приобретена корпорацией Philip Morris International[1].
- Пачка сигарет «Army Club» была найдена на месте убийства по делу «Тамам Шуд».
- В сентябре 2014 года издательство Wales Online сообщило, о существовании пачки сигарет Army Club возрастом более 100 лет. Пачка хранится у Брайана Александра, который сохранял её в безопасности с тех пор, как его отец передал её, а он, в свою получил пачку от своего отца. «Эти сигареты были привезены к нам домой после Первой Мировой войны моим дедом Артуром Мэддоксом, он передал их моему отцу, Фреду Александру, но отец не курил их, поэтому он передал их мне, и они до сих пор хранятся у меня», — сказал Брайан[2].

## Реклама
Для продвижения бренда, особенно в годы Первой Мировой войны, активно печатались различные плакаты. Они печатались как на английском, так и на французском языке. Рекламные кампании этого бренда использовали темы ностальгии по военному товариществу и военной культуре. Сигареты Army Club также рекламировались в газетах The Illustrated London News, а также в железнодорожных вагонах. Также в городах устанавливались вывески, рекламирующие этот бренд.
В 1920-х годах сигареты бренда продавались в изысканных жестяных банках из прессованной меди.
К каждой пачке сигарет «Army Club» прилагался набор карточек с пейзажами.